# Hội đồng Bộ trưởng Liên Xô 1974–1979
Hội đồng Bộ trưởng Liên Xô giai đoạn 1974-1979 hay còn được gọi Hội đồng Bộ trưởng Xô Viết Tối cao Liên Xô khóa IX. Hội đồng được Xô Viết Tối cao Liên Xô phê chuẩn ngày 26/7/1974.
Hội đồng Bộ trưởng khóa IX kết thúc nhiệm kỳ ngày 19/4/1979 sau khi Xô Viết Tối cao khóa X phê chuẩn Hội đồng Bộ trưởng mới.

## Từ khóa
| - Ủy viên Bộ Chính trị - Bí thư Trung ương Đảng - Ủy viên Dự khuyết Bộ Chính trị | - Ủy viên Trung ương Đảng - Ủy viên Dự khuyết Trung ương Đảng |

## Chủ tịch Hội đồng Bộ trưởng
| STT | Tên                        | Chức vụ | Chức vụ                             | Nhiệm kỳ      | Ghi chú khác |
| --- | -------------------------- | ------- | ----------------------------------- | ------------- | ------------ |
| 1   | Alexei Kosygin (1904-1980) |         | Chủ tịch Hội đồng Bộ trưởng Liên Xô | 7/1974-4/1979 |              |

## Phó Chủ tịch thứ nhất
| STT | Tên                          | Chức vụ | Chức vụ                                          | Nhiệm kỳ       | Ghi chú khác                              |
| --- | ---------------------------- | ------- | ------------------------------------------------ | -------------- | ----------------------------------------- |
| 1   | Kirill Mazurov (1914-1989)   |         | Phó Chủ tịch thứ nhất Hội đồng Bộ trưởng Liên Xô | 7/1974-11/1978 | Nghỉ hưu                                  |
| 2   | Nikolai Tikhonov (1905-1997) |         | Phó Chủ tịch thứ nhất Hội đồng Bộ trưởng Liên Xô | 9/1976-4/1979  | Ủy viên dự khuyết Bộ Chính trị từ 11/1978 |
| 2   | Nikolai Tikhonov (1905-1997) |         | Phó Chủ tịch thứ nhất Hội đồng Bộ trưởng Liên Xô | 9/1976-4/1979  | Ủy viên dự khuyết Bộ Chính trị từ 11/1978 |

## Phó Chủ tịch
| STT | Tên                             | Chức vụ | Chức vụ                                 | Nhiệm kỳ       | Ghi chú khác |
| --- | ------------------------------- | ------- | --------------------------------------- | -------------- | --- |
| 1   | Nikolai Baibakov (1911-2008)    |         | Phó Chủ tịch Hội đồng Bộ trưởng Liên Xô | 7/1974-4/1979  | kiêm nhiệm Chủ tịch Ủy ban Kế hoạch Nhà nước HĐBT Liên Xô                                                                                                  |
| 2   | Veniamin Dymshitz (1910-1993)   |         | Phó Chủ tịch Hội đồng Bộ trưởng Liên Xô | 7/1974-4/1979  | |
| 3   | Vladimir Kirillin (1913-1999)   |         | Phó Chủ tịch Hội đồng Bộ trưởng Liên Xô | 7/1974-4/1979  | kiêm Chủ nhiệm Ủy ban Khoa học và Công nghệ Nhà nước HĐBT Liên Xô                                                                                          |
| 4   | Mikhail Lesechko (1913-1999)    |         | Phó Chủ tịch Hội đồng Bộ trưởng Liên Xô | 7/1974-4/1979  | Đại diên Liên Xô tại Hội đồng Tương trợ Kinh tế (1974-1977)                                                                                                |
| 5   | Vladimir Novikov (1907-2000)    |         | Phó Chủ tịch Hội đồng Bộ trưởng Liên Xô | 7/1974-4/1979  | |
| 6   | Ignatiy Novikov (1906-1993)     |         | Phó Chủ tịch Hội đồng Bộ trưởng Liên Xô | 7/1974-4/1979  | kiêm Chủ tịch Ủy ban Xây dựng Nhà nước HĐBT Liên Xô (1974-1978); Chủ tịch Ủy ban Xây dựng Nhà nước Liên Xô (1978-1979)                                     |
| 7   | Ziya Nuriev (1915-2012)         |         | Phó Chủ tịch Hội đồng Bộ trưởng Liên Xô | 7/1974-4/1979  | kiêm Chủ nhiệm Ủy ban về các vấn đề phức hợp công - nông nghiệp thuộc Đoàn Chủ tịch Hội đồng Bộ trưởng Liên Xô.                                            |
| 8   | Leonid Smirnov (1916-2001)      |         | Phó Chủ tịch Hội đồng Bộ trưởng Liên Xô | 7/1974-4/1979  | kiêm Chủ nhiệm Ủy ban về các vấn đề công nghiệp - quân sự thuộc Đoàn Chủ tịch Hội đồng Bộ trưởng Liên Xô                                                   |
| 9   | Nikolai Tikhonov (1905-1997)    |         | Phó Chủ tịch Hội đồng Bộ trưởng Liên Xô | 7/1974-9/1976  | Làm Phó Chủ tịch thứ nhất Hội đồng Bộ trưởng Liên Xô |
| 10  | Ivan Arkhipov (1907-1998)       |         | Phó Chủ tịch Hội đồng Bộ trưởng Liên Xô | 7/1974-4/1979  | Ủy viên Trung ương Đảng từ 2/1976 |
| 11  | Nikolai Martynov (1910-1998)    |         | Phó Chủ tịch Hội đồng Bộ trưởng Liên Xô | 6/1976-4/1979  | kiêm Chủ tịch Ủy ban Cung ứng Vật chất-Kỹ thuật Nhà nước HĐBT Liên Xô (1976-1978); Chủ tịch Ủy ban Cung ứng Vật chất-Kỹ thuật Nhà nước Liên Xô (1978-1979) |
| 12  | Konstantin Katushev (1927-2010) |         | Phó Chủ tịch Hội đồng Bộ trưởng Liên Xô | 3/1977-4/1979  | Đại diên Liên Xô tại Hội đồng Tương trợ Kinh tế (1977-1979)                                                                                                |
| 13  | Tikhon Kiselyov (1917-1983)     |         | Phó Chủ tịch Hội đồng Bộ trưởng Liên Xô | 12/1978-4/1979 | |

## Chánh văn phòng sự vụ
| STT | Tên                            | Chức vụ | Chức vụ                                          | Nhiệm kỳ      | Ghi chú khác                                |
| --- | ------------------------------ | ------- | ------------------------------------------------ | ------------- | ------------------------------------------- |
| 1   | Mikhail Smirtyukov (1909-2004) |         | Chánh Văn phòng sự vụ Hội đồng Bộ trưởng Liên Xô | 7/1974-4/1979 | Ủy viên dự khuyết Trung ương Đảng từ 2/1976 |

## Bộ
- LB: Bộ toàn Liên bang (còn lại)
- CH: Bộ Liên bang Cộng hòa

| STT | Chức vụ                                                                           | Tên                                | Nhiệm kỳ | Nhiệm kỳ       | Ghi chú khác                                                                                |
| --- | --------------------------------------------------------------------------------- | ---------------------------------- | -------- | -------------- | ------------------------------------------------------------------------------------------- |
| 1   | Bộ trưởng Bộ Ngoại giao (CH)                                                      | Andrei Gromyko (1909-1989)         |          | 7/1974-4/1979  |                                                                                             |
| 2   | Bộ trưởng Bộ Quốc phòng                                                           | Andrei Grechko (1903-1976)         |          | 7/1974-4/1979  |                                                                                             |
| 3   | Bộ trưởng Bộ Văn hóa (CH)                                                         | Yekaterina Furtseva (1910-1974)    |          | 7/1974-10/1974 | Mất khi đang tại nhiệm                                                                      |
| 3   | Bộ trưởng Bộ Văn hóa (CH)                                                         | Pyotr Demichev (1918-2010)         |          | 11/1975-4/1979 |                                                                                             |
| 4   | Bộ trưởng Bộ Nông nghiệp                                                          | Dmitry Polyansky (1917-2001)       |          | 7/1974-3/1976  | Ủy viên Bộ Chính trị đến tháng 2/1976. Làm Đại sứ Liên Xô tại Nhật Bản                      |
| 4   | Bộ trưởng Bộ Nông nghiệp                                                          | Dmitry Polyansky (1917-2001)       |          | 7/1974-3/1976  | Ủy viên Bộ Chính trị đến tháng 2/1976. Làm Đại sứ Liên Xô tại Nhật Bản                      |
| 4   | Bộ trưởng Bộ Nông nghiệp                                                          | Valentin Mesyats (1928-2019)       |          | 3/1976-4/1979  |                                                                                             |
| 5   | Bộ trưởng Bộ Nội vụ (CH)                                                          | Nikolai Shchelokov (1910-1984)     |          | 7/1974-4/1979  |                                                                                             |
| 6   | Bộ trưởng Bộ Ngoại thương                                                         | Nikolai Patolichev (1908-1989)     |          | 7/1974-4/1979  |                                                                                             |
| 7   | Bộ trưởng Bộ Tài chính (CH)                                                       | Vasily Garbuzov (1911-1985)        |          | 7/1974-4/1979  |                                                                                             |
| 8   | Bộ trưởng Bộ Thương mại (CH)                                                      | Alexander Struev (1906-1991)       |          | 7/1974-4/1979  |                                                                                             |
| 9   | Bộ trưởng Bộ Giáo dục Đại học và Trung học chuyên nghiệp                          | Vyacheslav Elyutin (1907-1993)     |          | 7/1974-4/1979  |                                                                                             |
| 10  | Bộ trưởng Bộ Giáo dục                                                             | Mikhail Prokofiev (1910-1999)      |          | 7/1974-4/1979  |                                                                                             |
| 11  | Bộ trưởng Bộ Y tế (CH)                                                            | Boris Petrovski (1908-2004)        |          | 7/1974-4/1979  |                                                                                             |
| 12  | Bộ trưởng Bộ Khai hoang và Tài nguyên nước                                        | Yevgeny Alekseyevsky (1906-1979)   |          | 7/1974-1/1979  | Mất khi đang tại nhiệm                                                                      |
| 12  | Bộ trưởng Bộ Khai hoang và Tài nguyên nước                                        | Nikolai Vasilyev (1916-2011)       |          | 4/1979         |                                                                                             |
| 13  | Bộ trưởng Bộ Xây dựng                                                             | Georgy Karavayev (1913-1994)       |          | 7/1974-4/1979  | Ủy viên Trung ương Đảng từ tháng 2/1976                                                     |
| 13  | Bộ trưởng Bộ Xây dựng                                                             | Georgy Karavayev (1913-1994)       |          | 7/1974-4/1979  | Ủy viên Trung ương Đảng từ tháng 2/1976                                                     |
| 14  | Bộ trưởng Bộ Hàng hải                                                             | Timofey Guzhenko (1918-2008)       |          | 7/1974-4/1979  | Ủy viên Trung ương Đảng từ tháng 2/1976                                                     |
| 14  | Bộ trưởng Bộ Hàng hải                                                             | Timofey Guzhenko (1918-2008)       |          | 7/1974-4/1979  | Ủy viên Trung ương Đảng từ tháng 2/1976                                                     |
| 15  | Bộ trưởng Bộ Đường sắt                                                            | Boris Beshchev (1903-1981)         |          | 7/1974-1/1977  | Từ chức do sức khỏe                                                                         |
| 15  | Bộ trưởng Bộ Đường sắt                                                            | Ivan Pavlovsky (1922-2007)         |          | 1/1977-4/1979  |                                                                                             |
| 16  | Bộ trưởng Bộ Truyền thông (CH)                                                    | Nikolai Psurtsev (1900-1980)       |          | 7/1974-9/1975  | Nghỉ hưu                                                                                    |
| 16  | Bộ trưởng Bộ Truyền thông (CH)                                                    | Nikolai Talyzin (1929-1991)        |          | 9/1975-4/1979  | Ủy viên dự khuyết Trung ương Đảng từ tháng 2/1976                                           |
| 16  | Bộ trưởng Bộ Truyền thông (CH)                                                    | Nikolai Talyzin (1929-1991)        |          | 9/1975-4/1979  | Ủy viên dự khuyết Trung ương Đảng từ tháng 2/1976                                           |
| 17  | Bộ trưởng Bộ Tư pháp (CH)                                                         | Vladimir Terebilov (1916-2004)     |          | 7/1974-4/1979  | Ủy viên dự khuyết Trung ương Đảng từ tháng 2/1976                                           |
| 17  | Bộ trưởng Bộ Tư pháp (CH)                                                         | Vladimir Terebilov (1916-2004)     |          | 7/1974-4/1979  | Ủy viên dự khuyết Trung ương Đảng từ tháng 2/1976                                           |
| 18  | Bộ trưởng Bộ Thủy sản                                                             | Alexander Ishkov (1905-1988)       |          | 7/1974-2/1979  | Bị bắt vì tham nhũng, miễn nhiệm chức vụ                                                    |
| 18  | Bộ trưởng Bộ Thủy sản                                                             | Kamentsev Mikhailovich (1928-2003) |          | 2/1979-4/1979  |                                                                                             |
| 19  | Bộ trưởng Bộ Địa chất                                                             | Alexander Sidorenko (1917-1982)    |          | 7/1974-12/1975 | Nghỉ hưu                                                                                    |
| 19  | Bộ trưởng Bộ Địa chất                                                             | Eugene Kozlovsky (1929-)           |          | 12/1975-4/1979 | Ủy viên dự khuyết Trung ương Đảng từ tháng 2/1976                                           |
| 19  | Bộ trưởng Bộ Địa chất                                                             | Eugene Kozlovsky (1929-)           |          | 12/1975-4/1979 | Ủy viên dự khuyết Trung ương Đảng từ tháng 2/1976                                           |
| 20  | Bộ trưởng Bộ Thu mua                                                              | Ziya Nuriyev (1911-1988)           |          | 7/1974-4/1979  |                                                                                             |
| 21  | Bộ trưởng Bộ Kỹ thuật chăn nuôi và Sản xuất thức ăn gia súc                       | Konstantin Belyak (1916-1997)      |          | 7/1974-4/1979  | Ủy viên Trung ương Đảng từ tháng 2/1976                                                     |
| 21  | Bộ trưởng Bộ Kỹ thuật chăn nuôi và Sản xuất thức ăn gia súc                       | Konstantin Belyak (1916-1997)      |          | 7/1974-4/1979  | Ủy viên Trung ương Đảng từ tháng 2/1976                                                     |
| 22  | Bộ trưởng Bộ Công nghiệp Dầu mỏ                                                   | Valentin Shashin (1917-1977)       |          | 7/1974-3/1977  | Ủy viên Trung ương Đảng từ tháng 2/1976. Mất khi đang tại nhiệm                             |
| 22  | Bộ trưởng Bộ Công nghiệp Dầu mỏ                                                   | Valentin Shashin (1917-1977)       |          | 7/1974-3/1977  | Ủy viên Trung ương Đảng từ tháng 2/1976. Mất khi đang tại nhiệm                             |
| 22  | Bộ trưởng Bộ Công nghiệp Dầu mỏ                                                   | Nikolai Maltsev (1928-2001)        |          | 4/1977-4/1979  |                                                                                             |
| 23  | Bộ trưởng Bộ Công nghiệp Hàng không                                               | Pyotr Dementyev (1907-1977)        |          | 7/1974-5/1977  | Mất khi đang tại nhiệm                                                                      |
| 23  | Bộ trưởng Bộ Công nghiệp Hàng không                                               | Vasily Kazakov (1916-1981)         |          | 6/1977-4/1979  |                                                                                             |
| 24  | Bộ trưởng Bộ Công nghiệp Ô tô                                                     | Aleksandr Tarasov (1911-1975)      |          | 7/1974-6/1975  | Mất khi đang tại nhiệm                                                                      |
| 24  | Bộ trưởng Bộ Công nghiệp Ô tô                                                     | Viktor Polyakov (1915-2004)        |          | 7/1975-4/1979  | Ủy viên dự khuyết Trung ương Đảng từ tháng 2/1976                                           |
| 24  | Bộ trưởng Bộ Công nghiệp Ô tô                                                     | Viktor Polyakov (1915-2004)        |          | 7/1975-4/1979  | Ủy viên dự khuyết Trung ương Đảng từ tháng 2/1976                                           |
| 25  | Bộ trưởng Bộ Công nghiệp Khí                                                      | Sabit Orujev (1912-1981)           |          | 7/1974-4/1979  | Ủy viên dự khuyết Trung ương Đảng từ tháng 2/1976                                           |
| 25  | Bộ trưởng Bộ Công nghiệp Khí                                                      | Sabit Orujev (1912-1981)           |          | 7/1974-4/1979  | Ủy viên dự khuyết Trung ương Đảng từ tháng 2/1976                                           |
| 26  | Bộ trưởng Bộ Công nghiệp Nhẹ                                                      | Nikolay Tarasov (1911-2010)        |          | 7/1974-4/1979  | Ủy viên Trung ương Đảng từ tháng 2/1976                                                     |
| 26  | Bộ trưởng Bộ Công nghiệp Nhẹ                                                      | Nikolay Tarasov (1911-2010)        |          | 7/1974-4/1979  | Ủy viên Trung ương Đảng từ tháng 2/1976                                                     |
| 27  | Bộ trưởng Bộ Lâm nghiệp và Công nghiệp Chế biến gỗ (CH)                           | Nikolai Timofeyev (1913-1988)      |          | 7/1974-4/1979  | Ủy viên dự khuyết Trung ương Đảng từ tháng 2/1976                                           |
| 27  | Bộ trưởng Bộ Lâm nghiệp và Công nghiệp Chế biến gỗ (CH)                           | Nikolai Timofeyev (1913-1988)      |          | 7/1974-4/1979  | Ủy viên dự khuyết Trung ương Đảng từ tháng 2/1976                                           |
| 28  | Bộ trưởng Bộ Kỹ thuật Công nghiệp Nhẹ, Công nghiệp Thực phẩm và Thiết bị gia dụng | Vasily Doyenin (1909-1977)         |          | 7/1974-2/1977  | Ủy viên Trung ương Đảng từ tháng 2/1976 Mất khi đang tại nhiệm                              |
| 28  | Bộ trưởng Bộ Kỹ thuật Công nghiệp Nhẹ, Công nghiệp Thực phẩm và Thiết bị gia dụng | Vasily Doyenin (1909-1977)         |          | 7/1974-2/1977  | Ủy viên Trung ương Đảng từ tháng 2/1976 Mất khi đang tại nhiệm                              |
| 28  | Bộ trưởng Bộ Kỹ thuật Công nghiệp Nhẹ, Công nghiệp Thực phẩm và Thiết bị gia dụng | Ivan Pudkov (1916-2002)            |          | 3/1977-4/1979  |                                                                                             |
| 29  | Bộ trưởng Bộ Kỹ thuật Dầu khí và Hóa chất                                         | Konstantin Brekhov (1907-1994)     |          | 7/1974-4/1979  |                                                                                             |
| 30  | Bộ trưởng Bộ Kỹ thuật Tổng hợp                                                    | Sergey Afanasyev (1918-2001)       |          | 7/1974-4/1979  |                                                                                             |
| 31  | Bộ trưởng Bộ Kỹ thuật                                                             | Vyacheslav Bakhirev (1916-1991)    |          | 7/1974-4/1979  |                                                                                             |
| 32  | Bộ trưởng Bộ Kỹ thuật hạng trung                                                  | Yefim Slavsky (1898-1991)          |          | 7/1974-4/1979  |                                                                                             |
| 33  | Bộ trưởng Bộ Kỹ thuật Giao thông, Năng lượng và hạng nặng                         | Vladimir Zhigalin (1907-1990)      |          | 7/1974-5/1975  | Bãi bỏ Bộ                                                                                   |
| 34  | Bộ trưởng Bộ Công nghiệp Y tế                                                     | Peter Gusenkov (1905-1975)         |          | 7/1974-1/1975  | Mất khi đang tại nhiệm                                                                      |
| 34  | Bộ trưởng Bộ Công nghiệp Y tế                                                     | Afanasy Melnichenko (1923-2008)    |          | 5/1975-4/1979  | Ủy viên Kiểm toán Trung ương Đảng từ tháng 2/1976                                           |
| 35  | Bộ trưởng Bộ Lắp ráp và Công trình xây dựng đặc biệt (CH)                         | Fuad Yakubovsky (1908-1975)        |          | 7/1974-3/1975  | Mất khi đang tại nhiệm                                                                      |
| 35  | Bộ trưởng Bộ Lắp ráp và Công trình xây dựng đặc biệt (CH)                         | Boris Bakin (1913-1992)            |          | 5/1975-4/1979  | Ủy viên Trung ương Đảng từ tháng 2/1976                                                     |
| 35  | Bộ trưởng Bộ Lắp ráp và Công trình xây dựng đặc biệt (CH)                         | Boris Bakin (1913-1992)            |          | 5/1975-4/1979  | Ủy viên Trung ương Đảng từ tháng 2/1976                                                     |
| 36  | Bộ trưởng Bộ Công nghiệp sản phẩm Sữa và Thịt                                     | Sergei Antonov (1911-1987)         |          | 7/1974-4/1979  | Ủy viên Trung ương Đảng từ tháng 2/1976                                                     |
| 36  | Bộ trưởng Bộ Công nghiệp sản phẩm Sữa và Thịt                                     | Sergei Antonov (1911-1987)         |          | 7/1974-4/1979  | Ủy viên Trung ương Đảng từ tháng 2/1976                                                     |
| 37  | Bộ trưởng Bộ Lọc hóa Dầu và Công nghiệp Hóa dầu                                   | Viktor Fodorov (1912-1990)         |          | 7/1974-4/1979  | Ủy viên Trung ương Đảng từ tháng 2/1976                                                     |
| 37  | Bộ trưởng Bộ Lọc hóa Dầu và Công nghiệp Hóa dầu                                   | Viktor Fodorov (1912-1990)         |          | 7/1974-4/1979  | Ủy viên Trung ương Đảng từ tháng 2/1976                                                     |
| 38  | Bộ trưởng Bộ Công nghiệp Quốc phòng                                               | Sergey Zverev (1912-1978)          |          | 7/1974-12/1978 | Mất khi đang tại nhiệm                                                                      |
| 38  | Bộ trưởng Bộ Công nghiệp Quốc phòng                                               | Pavel Finogenov (1919-2004)        |          | 1/1979-4/1979  |                                                                                             |
| 39  | Bộ trưởng Bộ Công nghiệp Thực phẩm                                                | Voldemar Lein (1920-1987)          |          | 7/1974-4/1979  | Ủy viên Trung ương Đảng từ tháng 2/1976                                                     |
| 39  | Bộ trưởng Bộ Công nghiệp Thực phẩm                                                | Voldemar Lein (1920-1987)          |          | 7/1974-4/1979  | Ủy viên Trung ương Đảng từ tháng 2/1976                                                     |
| 40  | Bộ trưởng Bộ Chế tạo công cụ, Thiết bị tự động hóa và Hệ thống điều khiển         | Konstantin Rudnev (1911-1980)      |          | 7/1974-4/1979  |                                                                                             |
| 41  | Bộ trưởng Bộ Xây dựng Công nghiệp                                                 | Aleksandr Tokarev (1921-2004)      |          | 7/1974-4/1979  |                                                                                             |
| 42  | Bộ trưởng Bộ Công nghiệp Phương tiện Truyền thông                                 | Erlen Pervyshin (1932-2004)        |          | 7/1974-4/1979  | Ủy viên dự khuyết Trung ương Đảng từ tháng 2/1976                                           |
| 42  | Bộ trưởng Bộ Công nghiệp Phương tiện Truyền thông                                 | Erlen Pervyshin (1932-2004)        |          | 7/1974-4/1979  | Ủy viên dự khuyết Trung ương Đảng từ tháng 2/1976                                           |
| 43  | Bộ trưởng Bộ Công nghiệp Vật liệu Xây dựng                                        | Ivan Grishmanov (1906-1979)        |          | 7/1974-1/1979  | Mất khi đang tại nhiệm                                                                      |
| 43  | Bộ trưởng Bộ Công nghiệp Vật liệu Xây dựng                                        | Alexey Yashin (1919-1991)          |          | 1/1979-4/1979  |                                                                                             |
| 44  | Bộ trưởng Bộ Công nghiệp Vô tuyến điện                                            | Pyotr Pleshakov (1922-1987)        |          | 7/1974-4/1979  | Ủy viên dự khuyết Trung ương Đảng từ tháng 2/1976; ủy viên Trung ương Đảng từ tháng 10/1977 |
| 44  | Bộ trưởng Bộ Công nghiệp Vô tuyến điện                                            | Pyotr Pleshakov (1922-1987)        |          | 7/1974-4/1979  | Ủy viên dự khuyết Trung ương Đảng từ tháng 2/1976; ủy viên Trung ương Đảng từ tháng 10/1977 |
| 44  | Bộ trưởng Bộ Công nghiệp Vô tuyến điện                                            | Pyotr Pleshakov (1922-1987)        |          | 7/1974-4/1979  | Ủy viên dự khuyết Trung ương Đảng từ tháng 2/1976; ủy viên Trung ương Đảng từ tháng 10/1977 |
| 45  | Bộ trưởng Bộ Kiến thiết Nông thôn                                                 | Stepan Khitrov (1910-1999)         |          | 7/1974-4/1979  |                                                                                             |
| 46  | Bộ trưởng Bộ Chế tạo Máy công cụ và Dụng cụ công nghiệp                           | Anatoly Kostousov (1906-1985)      |          | 7/1974-4/1979  |                                                                                             |
| 47  | Bộ trưởng Bộ Kiến trúc, Đường bộ và Thiết bị Đô thị                               | Yefim Novosolov (1906-1990)        |          | 7/1974-4/1979  | Ủy viên Trung ương Đảng từ tháng 2/1976                                                     |
| 47  | Bộ trưởng Bộ Kiến trúc, Đường bộ và Thiết bị Đô thị                               | Yefim Novosolov (1906-1990)        |          | 7/1974-4/1979  | Ủy viên Trung ương Đảng từ tháng 2/1976                                                     |
| 48  | Bộ trưởng Bộ Xây dựng Công trình Dầu mỏ và Công nghiệp khí ga                     | Boris Shcherbina (1919-1990)       |          | 7/1974-4/1979  | Ủy viên Trung ương Đảng từ tháng 2/1976                                                     |
| 48  | Bộ trưởng Bộ Xây dựng Công trình Dầu mỏ và Công nghiệp khí ga                     | Boris Shcherbina (1919-1990)       |          | 7/1974-4/1979  | Ủy viên Trung ương Đảng từ tháng 2/1976                                                     |
| 49  | Bộ trưởng Bộ Xây dựng Công trình Công nghiệp nặng                                 | Anatoly Kostousov (1906-1985)      |          | 7/1974-4/1979  |                                                                                             |
| 50  | Bộ trưởng Bộ Công nghiệp Đóng tàu                                                 | Boris Butoma (1907-1976)           |          | 7/1974-7/1976  | Mất khi đang tại nhiệm                                                                      |
| 50  | Bộ trưởng Bộ Công nghiệp Đóng tàu                                                 | Mikhail Egorov (1907-2000)         |          | 7/1976-4/1979  |                                                                                             |
| 51  | Bộ trưởng Bộ Máy kéo và Nông nghiệp Kỹ thuật                                      | Ivan Sinitsyn (1917-1988)          |          | 7/1974-4/1979  |                                                                                             |
| 52  | Bộ trưởng Bộ Xây dựng Giao thông                                                  | Evgeny Kozhevnikov (1905-1979)     |          | 7/1974-3/1975  | Nghỉ hưu                                                                                    |
| 52  | Bộ trưởng Bộ Xây dựng Giao thông                                                  | Ivan Sosnov (1908-1993)            |          | 3/1975-4/1979  | Ủy viên dự khuyết Trung ương Đảng từ tháng 2/1976                                           |
| 52  | Bộ trưởng Bộ Xây dựng Giao thông                                                  | Ivan Sosnov (1908-1993)            |          | 3/1975-4/1979  | Ủy viên dự khuyết Trung ương Đảng từ tháng 2/1976                                           |
| 53  | Bộ trưởng Bộ Kỹ thuật Giao thông và hạng nặng                                     | Vladimir Zhigalin (1907-1990)      |          | 5/1975-4/1979  | Bộ thành lập mới                                                                            |
| 54  | Bộ trưởng Bộ Công nghiệp Than đá                                                  | Boris Bratchenko (1912-2004)       |          | 7/1974-4/1979  |                                                                                             |
| 55  | Bộ trưởng Bộ Công nghiệp Hóa chất                                                 | Leonid Kostandov (1915-1984)       |          | 7/1974-4/1979  |                                                                                             |
| 56  | Bộ trưởng Bộ Luyện kim màu                                                        | Pyotr Lomako (1904-1990)           |          | 7/1974-4/1979  |                                                                                             |
| 57  | Bộ trưởng Bộ Luyện kim Đen                                                        | Ivan Kazanets (1918-2003)          |          | 7/1974-4/1979  |                                                                                             |
| 58  | Bộ trưởng Bộ Công nghiệp Giấy                                                     | Konstantin Galanshin (1912-2011)   |          | 7/1974-4/1979  |                                                                                             |
| 59  | Bộ trưởng Bộ Công nghiệp Điện tử                                                  | Alexander Shokin (1909-1988)       |          | 7/1974-4/1979  |                                                                                             |
| 60  | Bộ trưởng Bộ Công nghiệp Kỹ thuật điện                                            | Alexey Antonov (1912-2010)         |          | 7/1974-4/1979  |                                                                                             |
| 61  | Bộ trưởng Bộ Năng lượng và Điện khí hóa (CH)                                      | Pyotr Neporozhniy (1910-1999)      |          | 7/1974-4/1979  |                                                                                             |
| 62  | Bộ trưởng Bộ Kỹ thuật Năng lượng                                                  | Viktor Krotov (1912-1986)          |          | 5/1975-4/1979  | Bộ thành lập mới. Ủy viên dự khuyết Trung ương Đảng từ tháng 2/1976                         |
| 62  | Bộ trưởng Bộ Kỹ thuật Năng lượng                                                  | Viktor Krotov (1912-1986)          |          | 5/1975-4/1979  | Bộ thành lập mới. Ủy viên dự khuyết Trung ương Đảng từ tháng 2/1976                         |

## Ủy ban Nhà nước trực thuộc
Từ ngày 5/7/1978 toàn bộ Ủy ban Nhà nước thuộc Hội đồng Bộ trưởng Liên Xô chuyển thành Ủy ban Nhà nước Liên Xô.
| STT | Chức vụ                                                                                                   | Tên                                          | Nhiệm kỳ | Nhiệm kỳ      | Ghi chú khác |
| --- | --- | -------------------------------------------- | -------- | ------------- | --- |
| 1   | Chủ nhiệm Ủy ban Kế hoạch Nhà nước Hội đồng Bộ trưởng                                                     | Nikolai Konstantinovich Baibakov (1911-2008) |          | 7/1974-7/1978 | |
| 2   | Chủ nhiệm Ủy ban Quan hệ Kinh tế Đối ngoại Nhà nước Hội đồng Bộ trưởng                                    | Semyon Skachkov (1907-1996)                  |          | 7/1974-7/1978 | |
| 3   | Chủ nhiệm Ủy ban Giám sát An toàn Quản lý Lao động Công nghiệp và Giám sát mỏ Nhà nước Hội đồng Bộ trưởng | Leonid Georgyevich Melnikov (1906-1981)      |          | 7/1974-7/1978 | |
| 4   | Chủ nhiệm Ủy ban Phát thanh và Truyền hình Nhà nước Hội đồng Bộ trưởng                                    | Sergei Georgyevich Lapin (1912-1990)         |          | 7/1974-7/1978 | |
| 5   | Chủ nhiệm Ủy ban Xuất bản, In ấn và Thương mại sách Nhà nước Hội đồng Bộ trưởng                           | Boris Ivanovich Stukalin (1923-2004)         |          | 7/1974-7/1978 | Ủy viên Trung ương Đảng từ tháng 2/1976                                                                            |
| 5   | Chủ nhiệm Ủy ban Xuất bản, In ấn và Thương mại sách Nhà nước Hội đồng Bộ trưởng                           | Boris Ivanovich Stukalin (1923-2004)         |          | 7/1974-7/1978 | Ủy viên Trung ương Đảng từ tháng 2/1976                                                                            |
| 6   | Chủ nhiệm Ủy ban Phát minh và Khám phá Nhà nước Hội đồng Bộ trưởng                                        | Yuri Evgenievich Maksarev (1903-1982)        |          | 7/1974-7/1978 | |
| 7   | Chủ nhiệm Ủy ban Xây dựng Nhà nước Hội đồng Bộ trưởng                                                     | Ignatiy Trofimovich Novikov (1906-1993)      |          | 7/1974-7/1978 | Kiêm Phó Chủ tịch Hội đồng Bộ trưởng Liên Xô; Chủ tịch Ủy ban tổ chức Thế vận hội Olympic tại Mátxcơva (1975-1980) |
| 8   | Chủ nhiệm Ủy ban Điện ảnh Nhà nước Hội đồng Bộ trưởng                                                     | Filipp Timofeevich Ermash (1923-2002)        |          | 7/1974-7/1978 | Ủy viên dự khuyết Trung ương Đảng từ tháng 2/1976                                                                  |
| 8   | Chủ nhiệm Ủy ban Điện ảnh Nhà nước Hội đồng Bộ trưởng                                                     | Filipp Timofeevich Ermash (1923-2002)        |          | 7/1974-7/1978 | Ủy viên dự khuyết Trung ương Đảng từ tháng 2/1976                                                                  |
| 9   | Chủ nhiệm Ủy ban Cung cấp Vật chất và Kỹ thuật Nhà nước Hội đồng Bộ trưởng                                | Veniamin Emmanuilovich Dymshits (1910-1993)  |          | 7/1974-6/1976 | kiêm Phó Chủ tịch Hội đồng Bộ trưởng Liên Xô                                                                       |
| 9   | Chủ nhiệm Ủy ban Cung cấp Vật chất và Kỹ thuật Nhà nước Hội đồng Bộ trưởng                                | Nikolai Vasilyevich Martynov (1910-1998)     |          | 6/1976-7/1978 | kiêm Phó Chủ tịch Hội đồng Bộ trưởng Liên Xô                                                                       |
| 10  | Chủ nhiệm Ủy ban Khoa học và công nghệ Nhà nước Hội đồng Bộ trưởng                                        | Vladimir Alekseyevich Kirillin (1913-1999)   |          | 7/1974-7/1978 | |
| 11  | Chủ nhiệm Ủy ban Giáo dục Kỹ thuật chuyên nghiệp Nhà nước Hội đồng Bộ trưởng                              | Aleksandr Alexandrovich Bulgakov (1907-1996) |          | 7/1974-7/1978 | |
| 12  | Chủ nhiệm Ủy ban Lâm nghiệp Nhà nước Hội đồng Bộ trưởng                                                   | Georgy Vorobyov (1914-2002)                  |          | 7/1974-7/1978 | Ủy viên dự khuyết Trung ương Đảng từ tháng 2/1976                                                                  |
| 12  | Chủ nhiệm Ủy ban Lâm nghiệp Nhà nước Hội đồng Bộ trưởng                                                   | Georgy Vorobyov (1914-2002)                  |          | 7/1974-7/1978 | Ủy viên dự khuyết Trung ương Đảng từ tháng 2/1976                                                                  |
| 13  | Chủ nhiệm Ủy ban Tiêu chuẩn Nhà nước Hội đồng Bộ trưởng                                                   | Vasily Vasilyevich Boytsov (1908-1997)       |          | 7/1974-7/1978 | Ủy viên dự khuyết Trung ương Đảng từ tháng 2/1976                                                                  |
| 13  | Chủ nhiệm Ủy ban Tiêu chuẩn Nhà nước Hội đồng Bộ trưởng                                                   | Vasily Vasilyevich Boytsov (1908-1997)       |          | 7/1974-7/1978 | Ủy viên dự khuyết Trung ương Đảng từ tháng 2/1976                                                                  |
| 14  | Chủ nhiệm Ủy ban Vật giá Nhà nước Hội đồng Bộ trưởng                                                      | Vladimir Ksenofontovich Sitnin (1907-1996)   |          | 7/1974-8/1974 | Nghỉ hưu |
| 14  | Chủ nhiệm Ủy ban Vật giá Nhà nước Hội đồng Bộ trưởng                                                      | Nikolai Timofeevich Glushkov (1918-1999)     |          | 8/1975-7/1978 | Ủy viên Ủy ban Kiểm toán Trung ương Đảng từ tháng 2/1976                                                           |
| 15  | Chủ nhiệm Ủy ban Lao động và Tiền lương Nhà nước Hội đồng Bộ trưởng                                       | Sergei Sergeevich Novozhilov (1912-1998)     |          | 7/1974-7/1976 | Quyền Chủ nhiệm |
| 15  | Chủ nhiệm Ủy ban Lao động và Tiền lương Nhà nước Hội đồng Bộ trưởng                                       | Vladimir Grigorievich Lomonosov (1928-1999)  |          | 7/1976-8/1976 | Ủy ban đổi thành Ủy ban Lao động và Xã hội                                                                         |
| 16  | Chủ nhiệm Ủy ban Lao động và Xã hội Nhà nước Hội đồng Bộ trưởng                                           | Vladimir Grigorievich Lomonosov (1928-1999)  |          | 8/1976-7/1978 | Ủy ban thành lập mới                                                                                               |

## Ủy ban Nhà nước Liên Xô
| STT | Chức vụ                                                             | Tên                                           | Nhiệm kỳ | Nhiệm kỳ      | Ghi chú khác |
| --- | ------------------------------------------------------------------- | --------------------------------------------- | -------- | ------------- | --- |
| 1   | Chủ nhiệm Ủy ban Khí tượng thủy văn và Giám sát môi trường Nhà nước | Yuri Antonievich Izrael (1930-2014)           |          | 7/1978-4/1979 | |
| 2   | Chủ nhiệm Ủy ban Quan hệ Kinh tế Đối ngoại Nhà nước                 | Semyon Andreevich Skachkov (1907-1996)        |          | 7/1978-4/1979 | |
| 3   | Chủ nhiệm Ủy ban Xây dựng Nhà nước                                  | Ignatiy Trofimovich Novikov (1906-1993)       |          | 7/1978-4/1979 | Kiêm Phó Chủ tịch Hội đồng Bộ trưởng Liên Xô; Chủ tịch Ủy ban tổ chức Thế vận hội Olympic tại Mátxcơva (1975-1980) |
| 4   | Chủ nhiệm Ủy ban Xuất bản, In ấn và Thương mại sách Nhà nước        | Boris Ivanovich Stukalin (1923-2004)          |          | 7/1978-4/1979 | |
| 5   | Chủ nhiệm Ủy ban Phát minh và Khám phá Nhà nước                     | Yuri Evgenievich Maksarev (1903-1982)         |          | 7/1978-8/1978 | Nghỉ hưu |
| 5   | Chủ nhiệm Ủy ban Phát minh và Khám phá Nhà nước                     | Ivan Semyonovich Nayashkov (1924-1998)        |          | 1/1979-4/1979 | Quyền Chủ nhiệm Ủy ban từ 8/1978-1/1979                                                                            |
| 6   | Chủ nhiệm Ủy ban Điện ảnh Nhà nước                                  | Filipp Timofeevich Ermash (1923-2002)         |          | 7/1978-4/1979 | |
| 7   | Chủ nhiệm Ủy ban Lâm nghiệp Nhà nước                                | Georgy Vorobyov (1914-2002)                   |          | 7/1978-4/1979 | |
| 8   | Chủ nhiệm Ủy ban Cung cấp Vật chất và Kỹ thuật Nhà nước             | Nikolai Vasilyevich Martynov (1910-1998)      |          | 7/1978-4/1979 | kiêm Phó Chủ tịch Hội đồng Bộ trưởng Liên Xô                                                                       |
| 9   | Chủ nhiệm Ủy ban Dự trữ Nguyên liệu Nhà nước                        | Alexander Akimovich Kokarev (1909-1991)       |          | 7/1978-4/1979 | |
| 10  | Chủ nhiệm Ủy ban Khoa học và công nghệ Nhà nước                     | Vladimir Alekseyevich Kirillin (1913-1999)    |          | 7/1978-4/1979 | |
| 11  | Chủ nhiệm Ủy ban Sản xuất Kỹ thuật Hỗ trợ Nông trang Nhà nước       | Aleksandr Aleksandrovich Ezhevsky (1915-2017) |          | 7/1978-4/1979 | |
| 12  | Chủ nhiệm Ủy ban Giáo dục Kỹ thuật chuyên nghiệp Nhà nước           | Aleksandr Alexandrovich Bulgakov (1907-1996)  |          | 7/1978-4/1979 | |
| 13  | Chủ nhiệm Ủy ban Tiêu chuẩn Nhà nước                                | Vasily Vasilyevich Boytsov (1908-1997)        |          | 7/1978-4/1979 | |
| 14  | Chủ nhiệm Ủy ban Phát thanh và Truyền hình Nhà nước                 | Sergei Georgyevich Lapin (1912-1990)          |          | 7/1978-4/1979 | |
| 15  | Chủ nhiệm Ủy ban Lao động và Xã hội Nhà nước                        | Vladimir Grigorievich Lomonosov (1928-1999)   |          | 7/1978-4/1979 | |
| 16  | Chủ nhiệm Ủy ban Vật giá Nhà nước                                   | Nikolai Timofeevich Glushkov (1918-1999)      |          | 7/1978-4/1979 | Ủy viên Ủy ban Kiểm toán Trung ương Đảng                                                                           |
| 17  | Chủ nhiệm Ủy ban Kế hoạch Nhà nước Hội đồng Bộ trưởng               | Nikolai Konstantinovich Baibakov (1911-2008)  |          | 7/1978-4/1979 | |

## Cơ quan trực thuộc
| STT | Chức vụ | Tên                                               | Nhiệm kỳ | Nhiệm kỳ       | Ghi chú khác                                                                                                   |
| --- | --- | ------------------------------------------------- | -------- | -------------- | --- |
| 1   | Chủ tịch Ủy ban An ninh Quốc gia Hội đồng Bộ trưởng | Yuri Vladimirovich Andropov (1914-1984)           |          | 7/1974-7/1978  | Trở thành Ủy ban thuộc Liên Xô                                                                                 |
| 2   | Chủ tịch Ủy ban An ninh Quốc gia | Yuri Vladimirovich Andropov (1914-1984)           |          | 7/1978-4/1979  | |
| 3   | Chủ tịch Ủy ban Thanh tra Nhân dân | Alexei Mikhailovich Shkolnikov (1914-2003)        |          | 7/1974-4/1979  | |
| 4   | Chủ tịch Ủy ban Giám sát An toàn Quản lý Lao động Công nghiệp và Giám sát mỏ Hội đồng Bộ trưởng | Leonid Georgyevich Melnikov (1906-1981)           |          | 7/1978-4/1979  | |
| 5   | Chủ tịch Ủy ban Thể dục và Thể thao Hội đồng Bộ trưởng | Sergey Pavlovich Pavlov (1929-1993)               |          | 7/1974-4/1979  | |
| 6   | Chủ tịch Ủy ban Giải thưởng Lenin và Nhà nước trong lĩnh vực Khoa học và công nghệ Hội đồng Bộ trưởng | Mstislav Vsevolodovich Keldysh (1911-1978)        |          | 7/1974-6/1978  | Mất khi đang tại nhiệm                                                                                         |
| 6   | Chủ tịch Ủy ban Giải thưởng Lenin và Nhà nước trong lĩnh vực Khoa học và công nghệ Hội đồng Bộ trưởng | Anatoly Petrovich Alexandrov (1903-1994)          |          | 7/1976-4/1979  | kiêm Chủ tịch Viện Hàn lâm Khoa học Liên Xô                                                                    |
| 7   | Chủ tịch Ủy ban Giải thưởng Lenin và Nhà nước trong lĩnh vực văn học, nghệ thuật và kiến trúc Hội đồng Bộ trưởng | Nikolai Semenovich Tikhonov (1896-1979)           |          | 7/1974-2/1979  | Mất khi đang tại nhiệm                                                                                         |
| 7   | Chủ tịch Ủy ban Giải thưởng Lenin và Nhà nước trong lĩnh vực văn học, nghệ thuật và kiến trúc Hội đồng Bộ trưởng | Georgy Mokeevich Markov (1911-1991)               |          | 4/1979         | kiêm Bí thư thứ nhất Hội Nhà văn Liên Xô                                                                       |
| 8   | Chủ tịch Ủy ban Chứng thực cấp cao Hội đồng Bộ trưởng | Viktor Grigorievich Kirillov-Ugryumov (1924-2007) |          | 7/1974-4/1979  | |
| 9   | Chủ tịch Ủy ban Dự trữ Khoáng sản Hội đồng Bộ trưởng | Alexey Mironovich Bybochkin (1916-2000)           |          | 7/1974-4/1979  | |
| 10  | Chủ tịch Ủy ban Công nghệ Quốc gia | Nikolai Vasilyevich Ogarkov (1917-1994)           |          | 7/1974-1/1977  | kiêm Thứ trưởng Bộ Quốc phòng Liên Xô                                                                          |
| 10  | Chủ tịch Ủy ban Công nghệ Quốc gia | Vitaly Mikhailovich Shabanov (1923-1996)          |          | 2/1977-4/1979  | kiêm Thứ trưởng Bộ Công nghiệp Vô tuyến điện Liên Xô (1974-1978), Thứ trưởng Bộ Quốc phòng Liên Xô (1978-1990) |
| 11  | Chủ tịch Ủy ban Thiết lập Lương hưu Hội đồng Bộ trưởng | Gennady Fedorovich Sizov (1903-1991)              |          | 7/1974-4/1979  | kiêm Chủ tịch Ủy ban Kiểm toán Trung ương Đảng Cộng sản Liên Xô                                                |
| 12  | Chủ tịch Hội đồng Tôn giáo Hội đồng Bộ trưởng | Vladimir Alekseevich Kuroedov (1906-1994)         |          | 7/1974-4/1979  | |
| 13  | Chủ tịch Hội liên hiệp mua bán nông trại tập thể và phương tiện nông nghiệp nông trường nhà nước, bộ phận dự trữ, phân bón vô cơ và cơ sở vật chất kỹ thuật khác, quản lý sửa chữa và sử dụng máy móc trong nông trại tập thể và nông trường nhà nước toàn Liên bang thuộc Hội đồng Bộ trưởng | Aleksandr Aleksandrovich Ezhevsky (1915-2017)     |          | 7/1974-7/1978  | Trở thành Ủy ban Nhà nước                                                                                      |
| 14  | Chủ nhiệm Ủy ban Quốc tế về Giải thưởng Lenin "Vì sự củng cố hòa bình giữa các quốc gia" | Nikolay Nikolaevich Blokhin (1912-1993)           |          | 7/1974-4/1979  | |
| 15  | Tổng cục trưởng Tổng cục Quản lý Lưu trữ Hội đồng Bộ trưởng | Philip Ivanovich Dolgikh (1919-2000)              |          | 7/1974-4/1979  | |
| 16  | Tổng cục trưởng Tổng cục Trắc địa và Địa đồ Hội đồng Bộ trưởng | Ilya Andreevich Kutuzov (1915-2000)               |          | 7/1974-4/1979  | |
| 17  | Tổng cục trưởng Tổng cục Khí tượng thủy văn Hội đồng Bộ trưởng | Yuri Antonievich Izrael (1930-2014)               |          | 7/1974-3/1978  | Tổng cục trở thành Ủy ban Liên Xô                                                                              |
| 17  | Tổng cục trưởng Tổng cục Dự trữ Vật chất Nhà nước Hội đồng Bộ trưởng | Alexander Akimovich Kokarev (1909-1991)           |          | 7/1974-7/1978  | Trở thành Ủy ban Liên Xô                                                                                       |
| 18  | Tổng cục trưởng Tổng cục Du lịch Hội đồng Bộ trưởng | Sergey Nikitin                                    |          | 7/1974-4/1979  | |
| 19  | Tổng cục trưởng Tổng cục Bảo vệ Bí mật Nhà nước trên Báo chí Hội đồng Bộ trưởng | Pavel Romanov (1913-1992)                         |          | 7/1974-4/1979  | |
| 20  | Tổng cục trưởng Tổng cục Thống kê Nhà nước Hội đồng Bộ trưởng | Vladimir Starovsky (1905-1975)                    |          | 7/1974-4/1979  | |
| 21  | Tổng cục trưởng Tổng cục Công nghệ Vi sinh Hội đồng Bộ trưởng | Vasily Belyaev                                    |          | 7/1974-4/1979  | |
| 22  | Chủ tịch Hội đồng quản trị Ngân hàng Nhà nước Liên Xô | Mefodiy Naumovich Sveshnikov (1911-1981)          |          | 7/1974-10/1976 | Nghỉ hưu |
| 22  | Chủ tịch Hội đồng quản trị Ngân hàng Nhà nước Liên Xô | Vladimir Sergeevich Alkhimov (1919–1993)          |          | 10/1976-4/1979 | |

## Thành viên khác
| STT | Chức vụ                                   | Tên                                                 | Nhiệm kỳ | Nhiệm kỳ        | Ghi chú khác                                                               |
| --- | ----------------------------------------- | --------------------------------------------------- | -------- | --------------- | -------------------------------------------------------------------------- |
| 1   | Chủ tịch Hội đồng Bộ trưởng Nga Xô        | Mikhail Sergeyevich Solomentsev (1913–2008)         |          | 7/1974-4/1979   |                                                                            |
| 2   | Chủ tịch Hội đồng Bộ trưởng Ukraina Xô    | Oleksandr Pavlovych Liashko (1915–2002)             |          | 7/1974-4/1979   |                                                                            |
| 3   | Chủ tịch Hội đồng Bộ trưởng Belarus Xô    | Tikhon Yakovlevich Kiselyov (1917-1983)             |          | 7/1974-12/1978  | Trở thành Phó Chủ tịch Hội đồng Bộ trưởng Liên Xô                          |
| 3   | Chủ tịch Hội đồng Bộ trưởng Belarus Xô    | Aleksandr Nikiforovich Aksyonov (1924–2009)         |          | 12/1978-4/1979  |                                                                            |
| 4   | Chủ tịch Hội đồng Bộ trưởng Uzbekistan Xô | Narmakhonmadi Dzhuraevich Khudaiberdyev (1928–2011) |          | 7/1974-4/1979   |                                                                            |
| 5   | Chủ tịch Hội đồng Bộ trưởng Kazakhstan Xô | Bayken Ashimovich Ashimov (1917-2010)               |          | 7/1974-4/1979   |                                                                            |
| 6   | Chủ tịch Hội đồng Bộ trưởng Gruzia Xô     | Givi Dmitrievich Javakhishvili (1912-1985)          |          | 7/1974-12/1975  | Nghỉ hưu                                                                   |
| 6   | Chủ tịch Hội đồng Bộ trưởng Gruzia Xô     | Pataridze Zurab Alexandrovich (1928–1982)           |          | 12/1975-4/1979  | Ủy viên Trung ương Đảng từ tháng 2/1976                                    |
| 6   | Chủ tịch Hội đồng Bộ trưởng Gruzia Xô     | Pataridze Zurab Alexandrovich (1928–1982)           |          | 12/1975-4/1979  | Ủy viên Trung ương Đảng từ tháng 2/1976                                    |
| 7   | Chủ tịch Hội đồng Bộ trưởng Azerbaijan Xô | Ali Ibragimov Izmailovich (1913-1985)               |          | 7/1974-4/1979   |                                                                            |
| 8   | Chủ tịch Hội đồng Bộ trưởng Litvia Xô     | Juozas Antonovich Manyushis (1910-1987)             |          | 7/1974-7/1979   |                                                                            |
| 9   | Chủ tịch Hội đồng Bộ trưởng Moldova Xô    | Petru Andreevich Pascari (1929-2008)                |          | 7/1974-9/1976   | Từ tháng 7/1976 là Phó Chủ nhiệm thứ nhất Ủy ban Kế hoạch Nhà nước Liên Xô |
| 9   | Chủ tịch Hội đồng Bộ trưởng Moldova Xô    | Semyon Kuzmich Grossu (1934–)                       |          | 9/1976-4/1979   |                                                                            |
| 10  | Chủ tịch Hội đồng Bộ trưởng Latvia Xô     | Jurijs Rubenis (1925-2004)                          |          | 7/1974-4/1979   |                                                                            |
| 11  | Chủ tịch Hội đồng Bộ trưởng Estonia Xô    | Valter Klauson (1913-1988)                          |          | 7/1974-4/1979   |                                                                            |
| 12  | Chủ tịch Hội đồng Bộ trưởng Turkmenia Xô  | Oraz Orazmuhammedow (1928-)                         |          | 7/1974-12/1975  |                                                                            |
| 12  | Chủ tịch Hội đồng Bộ trưởng Turkmenia Xô  | Balli Yazkuliev (1932–)                             |          | 12/1975-12/1978 |                                                                            |
| 12  | Chủ tịch Hội đồng Bộ trưởng Turkmenia Xô  | Chary Soyunovich Karryev (1932–)                    |          | 12/1978-4/1979  |                                                                            |
| 13  | Chủ tịch Hội đồng Bộ trưởng Armenia Xô    | Grigory Agafonovich Arzumanyan (1919–1976)          |          | 7/1974-11/1976  | Mất khi đang tại nhiệm                                                     |
| 13  | Chủ tịch Hội đồng Bộ trưởng Armenia Xô    | Fadey Tachatovich Sargsyan (1923–2010)              |          | 1/1977-4/1979   |                                                                            |
| 14  | Chủ tịch Hội đồng Bộ trưởng Tajikistan Xô | Rakhmon Nabievich Nabiev (1930-1993)                |          | 7/1974-4/1979   |                                                                            |
| 15  | Chủ tịch Hội đồng Bộ trưởng Kirghizia Xô  | Akhmatbek Suttubaevich Suyumbaev (1920-1993)        |          | 7/1974-12/1978  | Trở thành Bộ trưởng Bộ Tiện ích Công cộng Kirghizia Xô                     |
| 15  | Chủ tịch Hội đồng Bộ trưởng Kirghizia Xô  | Sultan Ibraimovich Ibraimov (1927–1980)             |          | 12/1978-4/1979  |                                                                            |